# 神武县 (辽朝)
神武县，中国古县名。
根据《辽史》记载后唐太祖李克用生于神武川之新城，即此县，初属朔州。辽朝时复设武州，为其所辖，并宁远县为一县来属。户五千。县治在今山西省忻州市境内。金朝时，废入武州。

## 县治位置
一说，在今忻州市神池县，一说在忻州市五寨县。五寨县说认为五寨县前所乡旧堡村、薛家村两村共为辽朝神武镇遗址。神武县治所在古神武镇口。神武县管辖地区相当于今五寨县、神池县和偏关县。辽朝政府在1061年前新设宁远县，神武县并入。